# Demografía de Venezuela
Este artículo trata sobre las características demográficas de la población de Venezuela, incluyendo densidad de población, etnias, nivel de la educación, salud de la población, estado económico, las afiliaciones religiosas y otros aspectos de la población.

## Población

### Población actual
28 431 239 habitantes (2024 est.)

### Proyecciones
| Año  | Población Venezolana | Fuente |
| ---- | -------------------- | ------ |
| 2030 | 30 125 356           | [ 1 ]  |
| 2040 | 33 166 288           | [ 1 ]  |
| 2050 | 36 277 388           | [ 1 ]  |
| 2060 | 37 155 266           | [ 1 ]  |
| 2070 | 39 100 366           | [ 1 ]  |
| 2080 | 42 377 278           | [ 1 ]  |
| 2090 | 44 826 637           | [ 1 ]  |
| 2100 | 46 177 255           | [ 1 ]  |

## Evolución histórica
América como continente antes de la llegada de los expedicionarios españoles en 1492 estaba habitada por diferentes etnias, tiempo durante el que no existió ningún tipo o forma de registro de la población de la región que hoy ocupa Venezuela. Durante los periodos de la conquista, la colonia y la independencia la demarcación de la región fue variable primero fue Real Hacienda (1776), luego Capitanía General (1777) más tarde Real Audiencia de Caracas (1786) y Real Consulado (1793); durante la independencia pertenecía a la Gran Colombia
En el año 1873 se realizó el primer censo poblacional de lo que hoy es Venezuela como país independiente durante el periodo de estabilidad (1870-1888) conducido por el general Guzmán Blanco, una vez transcurrida la denominada guerra Federal entre 1858 y 1863.
Hasta el 2011 se han realizado catorce censos, cuyos resultados han sido los siguientes:
| Censo n.º | Año            | Población  | Densidad (hab/km²) |
| --------- | -------------- | ---------- | ------------------ |
| I         | 1873 ( 7 nov)  | 1.732.411  | 1,9                |
| II        | 1883 ( 27 abr) | 2.005.139  | 2,2                |
| III       | 1891 ( 15 ene) | 2.221.572  | 2,5                |
| IV        | 1920 ( 1 ene)  | 2.479.525  | 2,8                |
| V         | 1926 (31 ene)  | 2.814.131  | 3,1                |
| VI        | 1936 (26 dic)  | 3.364.347  | 3,7                |
| VII       | 1941 (7 dic)   | 3.850.771  | 4,3                |
| VIII      | 1950 (26 nov)  | 5.034.838  | 5,6                |
| IX        | 1961 (26 feb)  | 7.523.999  | 8,4                |
| X         | 1971 ( 2 nov)  | 10.721.522 | 11,9               |
| XI        | 1981 (20 oct)  | 14.516.735 | 16,2               |
| XII       | 1990 (21 oct)  | 18.105.265 | 20,1               |
| XIII      | 2001 (22 oct)  | 23.054.210 | 25,5               |
| XIV       | 2011 (30 oct)  | 27.227.930 | 30,1               |

## Distribución geográfica
Los estados con mayor densidad de población en Venezuela son: el Distrito Capital y los estados Lara, Carabobo, Aragua, Nueva Esparta y, en menor grado, Trujillo, Táchira y otros. Por el contrario, los estados más extensos son los que tienen menor densidad de población, especialmente el estado Amazonas (menos de 1 hab/km²), Bolívar, Apure y otros, cuya densidad de población no llega a los 5 habitantes por km²..
Las razones de esta desigual distribución geográfica hay que buscarlas en la evolución histórica y económica de las distintas regiones de Venezuela. En efecto, ya desde el período prehispánico, la zona más densamente poblada era la del norte del país, conformada por la cordillera de los Andes y la de la Costa. Ello se debía a que era la región en la que los indígenas tenían una tecnología agrícola mucho más desarrollada, En cambio, la zona de los Llanos estaba escasamente poblada ya que los recursos, desde el punto de vista de los indígenas, eran relativamente escasos: terrenos inundables y demasiado secos el resto del año.
Un porcentaje cercano al 85% de la población vive en zonas de la región costera del país, repartida en numerosas conglomeraciones urbanas (Caracas, Barquisimeto, Maracaibo, Barcelona, Valencia, entre otros), aunque casi la mitad del área geográfica de Venezuela se ubica al sur del río Orinoco; esta región contiene solamente un 5% de la población venezolana.

## Datos estadísticos
El estudio de la población en Venezuela está a cargo del Instituto Nacional de Estadística (INE), que se encarga de recabar, analizar y publicar datos. Su publicación más conocida es el censo de población, que se realiza en un periodo no mayor a 15 años.
El último estudio de este tipo se realizó en el año 2011 entre septiembre y noviembre el "XIV Censo Nacional de Población y Vivienda". El informe final fue editado en el año 2014 con el apoyo de las Naciones Unidas, el censo fue  paralelamente de población y vivienda lo que dio como resultado  27.227.930 personas empadronadas y se registró 6.900.000 millones de viviendas.
Aproximadamente dos tercios de la población son mestizos (de ascendencia mixta europea e indígena [amerindia]) o mulato-mestizo (africanos, europeos e indígenas); aproximadamente una quinta parte de los venezolanos son de ascendencia europea y una décima parte de ellos son principalmente de ascendencia africana. La población indígena es estadísticamente pequeña.
Los venezolanos abarcan una variada combinación de herencias. Históricamente, los actuales indígenas amerindios, los colonos españoles y los africanos subsaharianos han contribuido en diversos grados a la composición étnica y cultural de Venezuela. Posteriormente, oleadas de grupos europeos (españoles, portugueses e italianos) emigraron a Venezuela en el siglo XX, influenciando muchos aspectos de la vida venezolana, incluyendo su cultura, lengua, comidas, y su música.

Según la mayoría de las fuentes, más de la mitad de la población posee un origen racial mezclado; mestizos (europeo/amerindio), pardo (europeo/africano). La mayoría de la población posee ascendencia blanca europea, y una minoría son negros de ascendencia africana. La población restante está constituida por indígenas Amerindios en una proporción estadística mucho menor. Las tribus indígenas más importantes situadas en el país son los wayúus, situados en el estado Zulia al oeste del país, los pemones al sureste y los yanomamos, ubicados en el estado Amazonas al sur del país.

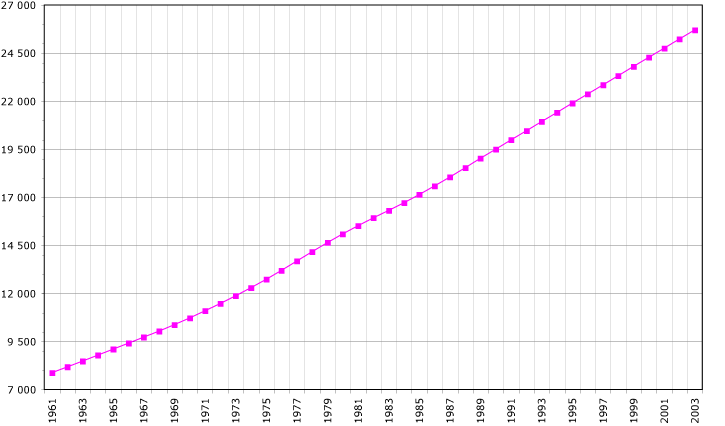
Demografía de Venezuela, Datos de la FAO, año 2005; Número de habitantes.

### Población total
- Venezuela tiene una población Proyectada  al 2016 - Base Censo 2011 de 31.028.637
- Venezuela tiene una población Proyectada  al 2018 - Base Censo 2011 de 31.979.553[7]

Aunque la proyección de población esperaba un claro aumento, la crisis política, social y humanitaria, ha derivado en una reducción de la población venezolana, según varias fuentes. Actualmente, el Banco Mundial estima la población venezolana en 28,435,943 (Dato aproximado).
Particularmente, la estimación de 2005 realizada por el INE arroja que Venezuela tiene 26.577.423 habitantes. Además, durante los últimos cinco años, la estructura de edad general de la sociedad venezolana ha estado tendiendo hacia la estructura homóloga encontrada en Europa occidental, Japón, y otras sociedades con crecimientos poblacionales sanos y rápidos. Notablemente, ha habido un aumento significativo en la proporción y el número de venezolanos mayores de 65 años, así como una caída correspondiente a la fertilidad total de la población.

### Alfabetización y educación
La definición formal y demográfica aceptada del índice de analfabetismo es esa proporción o porcentaje de la población venezolana mayor a los 15 años que pueden leer y escribir. Según la Unesco, la tasa de escolarización de Venezuela figura entre las diez primeras de la región. 
Las siguientes, son estimaciones del INE de 2006.

### Grupos étnicos
Es preciso hacer notar que prácticamente todo grupo nacional en el mundo tiene en mayor o menor grado influencia genética de otros países o naciones. Así, entre los ascendientes de la población venezolana predomina, además de la población autóctona americana, los españoles, principalmente canarios, andaluces, castellanos, gallegos y vascos, igualmente, los italianos principalmente sicilianos, calabreses, y napolitanos; los africanos subsaharianos que vinieron como esclavos y recientemente, otra nueva ola de inmigrantes procedentes de otros países europeos, sobre todo después de la Segunda Guerra Mundial, y latinoamericanos después de 1960 (principalmente colombianos).

#### Estudios genéticos

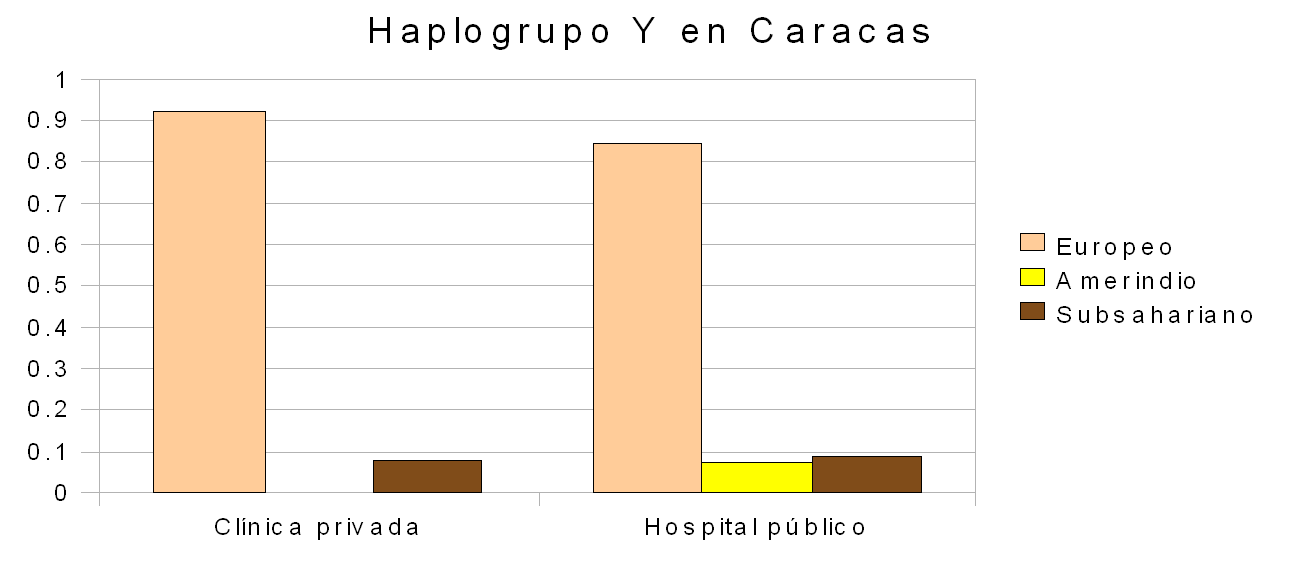
Distribución geográfica de haplogrupos de cromosoma Y en Caracas

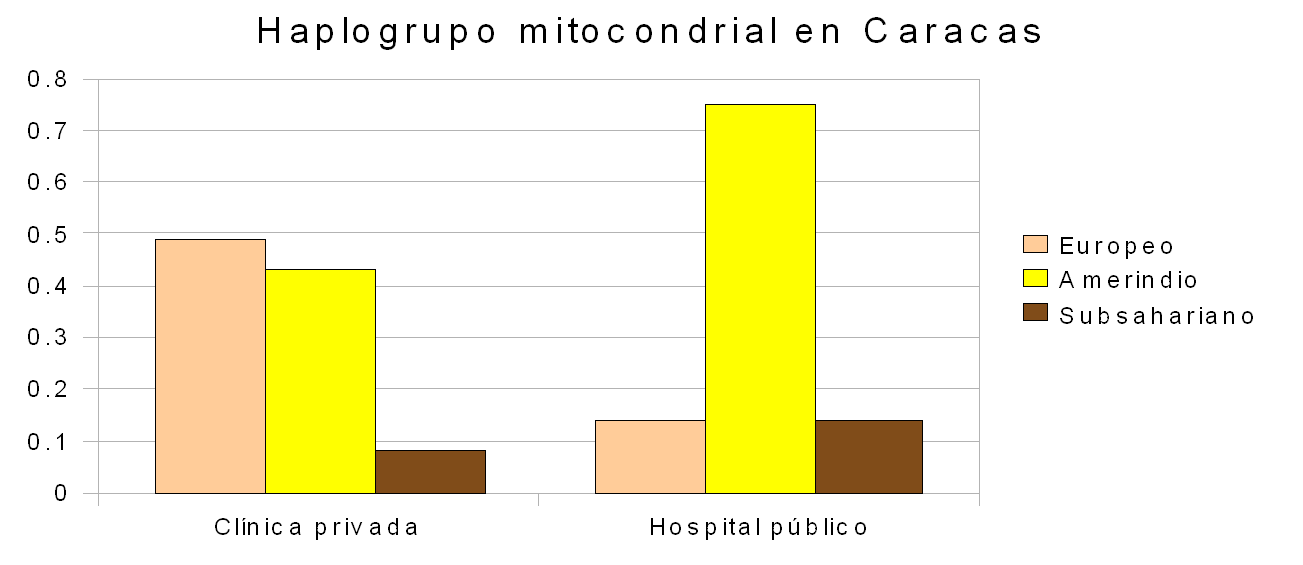
Distribución geográfica de haplogrupos mitocondriales en Caracas

El IVIC ha realizado diversos estudios en la genética poblacional. Estos estudios demuestran lo que se conocía de la historia: los venezolanos son ante todo descendientes de europeos por parte paterna, indígena por parte materna y tienen también un componente subsahariano por ambas partes. En uno de los estudios, con 120 pacientes (60 de una clínica privada y 50 de una pública) se detectó un claro predominio de haplogrupos masculinos de origen europeo (92% y 84% respectivamente), aunque las proporciones eran algo diferentes. Haplogrupos masculinos de origen subsahariano para el grupo de clase alta y baja correspondieron a un 8% y 9% de la muestra, mientras que haplogrupos de origen amerindio estuvieron ausentes en la clínica y un 7% en el hospital. Por parte materna, la clínica privada mostró una mayor representación del mADN de origen europeo (49%) que en el hospital público (15%). El componente amerindio fue de 43% y 75% respectivamente. El componente subsahariano fue de 8% y 14%.
Según otros estudios realizados, la proporción del componente africano en la población en general sería de 16,3%, del componente amerindio de 23% y del europeo del 60,6%.

### Afiliación religiosa
La principal religión de Venezuela es la católica. Otros incluyen las religiones del islam, judaísmo, budismo y cristianismo ortodoxo. Alternativamente, según estimaciones del gobierno, el 52 por ciento de la población es católica, y el 48 por ciento restante es perteneciente religiones protestantes, o es ateo. El Consejo Evangélico Venezolano estima que los evangélicos constituyen el 10 por ciento de la población. Según cifras oficiales, los Mormones de Venezuela ascienden a 173.125 y los testigos de Jehová ascienden a 125.455 para el año 2010.

### Idiomas
Según el artículo 9 de la constitución venezolana de 1999, El español es el idioma oficial de Venezuela. Los diversos idiomas indígenas también son oficiales para sus respectivos pueblos y deben ser respetados en todo el territorio nacional, entre ellos se encuentran el wayúu , el pemón, el warao, hablados exclusivamente por los indígenas que viven en el país (alrededor del 2% de la población total). Existen idiomas hablados a nivel familiar por los inmigrantes de otros países (italiano, portugués, árabe y chino) que no tienen reconocimiento oficial.

## Diáspora venezolana

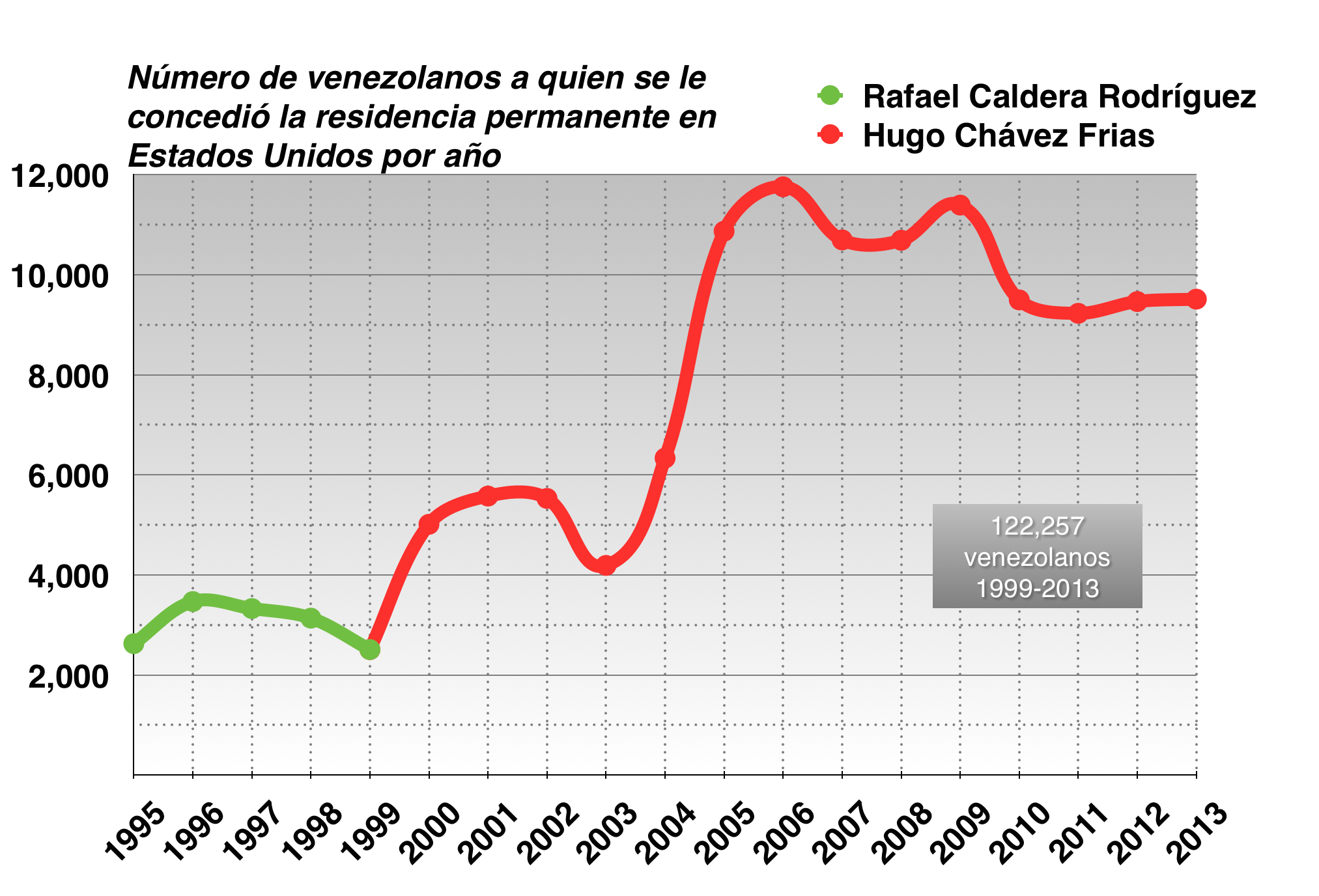
Número de venezolanos a quienes se les concedió la residencia permanente en Estados Unidos por año.

Se ha afirmado que desde la presidencia de Hugo Chávez y la conformación de la Revolución Bolivariana ha ocurrido una emigración masiva, comparable a la elevada inmigración hacia Venezuela ocurrida en el siglo XX. The Wall Street Journal señaló que la emigración de Venezuela comenzó en 1983, después de que los precios del petróleo se derrumbaron, pero afirmó que el flujo de salida se ha acelerado desde la presidencia de Chávez.
Según algunas fuentes, como el PGA Group y Newsweek, se estima que entre 1998 y 2013, alrededor de 1 millón de venezolanos, entre el 4% y el 6% de la población total de la Venezuela, abandonó el país.
De acuerdo con el Congreso Judío Latinoamericano, la comunidad judía de Venezuela tenía un estimado de 22.000 en 1999. En 2007, se informó de que la emigración se había traducido en un descenso de casi el 20% de los aproximadamente 20 000 miembros de la comunidad judía de Venezuela
Según El Nuevo Herald y Reuters, 260.000 venezolanos han emigrado a los Estados Unidos, especialmente al sur de la Florida (aunque el censo de Estados Unidos de 2010 solo refleja 215.023 venezolanos, o el 0,4% de la población hispana en Estados Unidos, en contraste con el censo de 2000 cuando reflejaba 91.507). En Europa, los países que más atraen a los venezolanos son España, con 200.000 inmigrantes, junto con Italia y Portugal con 150.000. Decenas de miles de venezolanos también se han trasladado a países distintos de los enumerados. Países latinoamericanos como Colombia, Brasil, Perú, Ecuador, Chile, México, Costa Rica y Panamá también son destinos populares para emigrar. En México, a 975 venezolanos se les concedió la tarjeta de identificación permanente en los primeros cinco meses de 2014, el doble del número de los venezolanos a los que se les concedió las mismas tarjetas de identificación en el año 2013 entero. En 2016 Argentina contaba con 24.347 residentes permanentes venezolanos, mientras que durante la primera mitad de 2017 ya se estiman en aproximadamente 35.000 venezolanos en el país. Hacia finales de 2017, más de 100.000 venezolanos habían ingresado al Perú, y a más de 25 000 se les otorgó el Permiso Temporal de Permanencia (PTP), un beneficio otorgado por el gobierno de Pedro Pablo Kuczynski por el cual podían permanecer de manera legal en el país. Otros países americanos que están atrayendo de a poco a más venezolanos son Canadá, contando en 2013 con 1.022 residentes permanentes, y Uruguay. Entre los judíos venezolanos que han emigrado, Israel es el principal destino elegido, junto con los Estados Unidos.